# Витовтовы
Витовтовы — древний русский дворянский род.

## История рода
Илья Витовтов упоминается в межевой грамоте и владел поместьем около Дмитрова (1504). Пётр Ивлев и Иван Григорьевич владели поместьями в Тверском уезде (1540). Дьяк Яков Андреевич помещик Московского уезда (1586), его сыновья: медынский помещик Григорий и Думный дьяк (1610-1611) Евдоким Яковлевич, посол к Сигизмунду III (1610), помещик и вотчинник Московского, Каширского, Верейского, Белёвского, Мещовского, Мценского, Воротынского, Медынского, Вяземского. Ржевского и Ярославского уездов. Думный дьяк Тимофей Андреевич ( † 1620) владел вотчиной в Ярославском уезде. Михаил Витовтов пристав у цесарского посла (1582). Яков Васильевич думный дьяк (1579-1591). Григорий Витовтов межевой судья на Шведской границе (1582).
Иван Витовтов получил грамоту Сигизмунда III на Верейскую вотчину (1610). Дьяк Алексей Витовтов подписал грамоту об избрании на царство Михаила Фёдоровича и после послан в Англию (1613), Данию (1613-1614), упомянут на съезде с поляками (1615). Костромитин Фёдор Иванович получил денежную придачу (1618) за Бельскую, Смоленскую, Можайскую и Ярославскую службы (1613-1618). Никифор Витовтов владел поместьем в Хотмышском уезде (1691).
Трое представителей рода владели населёнными имениями (1699).
Из другой отрасли Витовтовых — Иван Петрович владел поместьями в Костромском уезде (1618). Его потомки внесены в VI часть родословной книги по Костромской губернии.

## Описание гербов
В числе Высочайше утвержденных герба Витовтовых не имеется.
В Гербовнике Анисима Титовича Князева 1785 года имеются изображения печатей с гербами представителей рода Витовтовых:
1. Герб Витовта Логина Андреевича: щит имеющий круглую форму с золотой каймой, разделен золотым перекрестием на четыре части. Поля первой и четвертой части - красные, поля второй и третьей частей - синие. В первой части изображена серебряная птица. Во второй части: золотой скипетр, белая птица над головой которой золотая корона. В третьей части, серебряная подкова, шипами вниз (изм. польский герб Побог). В четвертой части белый олень бегущий вправо (из. польский герб Брохвич).
2. На щите имеющим золотое поле, изображены колонна и три белые звезды (слева две, справа одна) (изм. польский герб Першхала). Щит увенчан коронованным дворянским шлемом с клейнодом на шее. Нашлемник: крылья белой птицы поднятые вверх в середине которых находится колонна. Щитодержатели: два желтых льва с поднятыми хвостами и высунутыми языками. Намёт: (без цветового обозначения).
3. Герб Витовтова N (супруги №2): в щите имеющем белое поле, по зеленой траве, бежит в левую сторону серый олень. Щит увенчан обыкновенным дворянским шлемом с навершием в виде половины льва держащий в правой лапе саблю острием вверх, над которыми находится дворянская корона. Слева от короны серебряный полумесяц рогами вправо, а справа серебряная шестиконечная звезда (изм. польский герб Лелива). Щитодержатели: справа желтый лев держащий в левой лапе саблю острием вверх; слева от щита изображены: сабля, два знамени, пушка, колчан со стрелами; внизу щита два барабана, разделенных ядрами[2].

## Известные представители
- Витовтов Тимофей Андреевич — дьяк Разрядного приказа (1602—1603), воевода в Тобольске (1599-1600) с 1602 года и до начала правления Лжедмитрия дьяк в приказе, находился в Монастырском приказе (1612) († 1629)[3];
- Витовтов Григорий — дьяк Разрядного приказа (1605).
- Витовтов Федор — подьячий, воевода в Старой-Русе (1614).
- Витовтов Яков Тимофеевич — стряпчий с платьем (1627-1629), московский дворянин (1636-1640).
- Витовтов Степан Фёдорович — московский дворянин (1692)[4].
- Витовтов Александр Евгеньевич — генерал-поручик артиллерии при Екатерине II[5][6].
- Александр Александрович Витовтов — статс-секретарь императрицы Екатерины II, а его сын, Павел Александрович (1797—1876) инженер-генерал и командующий 4-м армейским корпусом.